# 서현진 (배우)
서현진(徐玄振,, 1985년 2월 27일 ~ )은 대한민국의 배우이다.

## 특징
아버지 서용수와 어머니 박마리아가 모두 국가공무원으로 꽤 유복한 환경에서 자랐다. 약 10년간 무용을 배웠고 국악중학교를 졸업했다. 이후 동덕여자대학교 실용음악과를 졸업했다. 국립국악고등학교 재학 중인 고교 1학년 때 SM엔터테인먼트에서 제의를 받아 연습생으로 캐스팅 된 후 압구정고등학교로 전학 갔다.
2001년 SM 엔터테인먼트 소속의 걸그룹인 밀크의 멤버로 데뷔했다. 2003년 밀크 활동 후에는 배우로 전향하였다. 2006년 드라마 《황진이》로 연기를 시작해, 구혜선의 영화 감독 데뷔작인 2008년 영화 《유쾌한 도우미》에 수녀 역으로 열연 ‘충무로 기대주’로 눈도장을 찍었다. 이후 《짝패》, 《신들의 만찬》, 《오자룡이 간다》, 《불의 여신 정이》 등에 주조연으로 출연하며 연기자로 자리매김했고, 2016년에 방영된 드라마 《또! 오해영》 과 《낭만닥터 김사부》, 2018년《뷰티 인사이드》로 흥행퀸의 자리에 오르며 큰 인기를 얻었다.

## 학력
- 청원초등학교(졸업)
- 국립국악중학교 무용과 한국무용 전공(졸업)
- 압구정고등학교(졸업)
- 동덕여자대학교 실용음악과(학사)

## 경력

### 2005-2012: 초기 경력
서현진은 2005년 당시의 소속사 SM 엔터테인먼트로부터 뮤지컬 《사운드 오브 뮤직》의 출연을 제안 받게 되었는데, 이는 그녀의 첫 연기 활동이다. 이 뮤지컬은 서현진이 연기자의 길을 걷게 하는 데에 큰 영향을 끼쳤다. 서현진은 SM 소속되어 있을 때 작품 OST와 SM TOWN의 편집 음반 등에서 솔로 아티스트로 활동했으며, 같은 소속사였던 동방신기, 노민우와 함께 《사랑따윈 필요없어》, 《베케이션》, 《지구에서 연애 중》, 《유쾌한 도우미》, 《스토리 오브 와인》 등의 영화에 출연하며, 간간히 《황진이》 등과 같은 텔레비전 드라마에도 단역으로 얼굴을 보였다. 이 당시 그녀는 애니메이션 《이누야샤》의 4기 한국어판 오프닝 노래인 "Grip!"을 불렀다. 서현진은 이후 소속사를 DS엔터테인먼트로 이적하고 이때부터 본격적으로 배우로 전업하여 김효진, 김꽃비, 김상현이 주연을 맡은 김수현 감독의 영화 《창피해》와 서영은의 "그리움이 내린 나무"의 뮤직비디오 등에 출연하였다.
2011년, 서현진은 점프엔터테인먼트로 소속사를 이적하였다. 지난 4년 여간 혹독한 연기 수업을 받으며 단역으로 간간히 얼굴을 비추기도 했던 서현진은 임태우, 김근홍 PD가 연출을 맡은 MBC 사극 드라마 《짝패》에서 처음으로 주연급인 달이 역할을 맡아 대중들에게 제대로 자신의 얼굴과 이름을 알리기 시작했다. 그녀는 이 작품 속에서 액션과 감정 연기 모두 훌륭히 소화해내 호평을 받았다. 특히 한국의 시인이자 독립운동가인 이육사 선생님의 생애를 소재로 했던 광복절 특집극 《절정》에서 이육사 선생님의 아내인 안일양 역할을 연기해 연이어 찬사를 받으며, 그 해 연말 MBC 연기대상 여자 신인상을 수상했다. 이듬 해인 2012년에는 《황금물고기》의 극본을 쓴 조은정 작가의 MBC 주말 드라마 《신들의 만찬》에서 극중 여주인공인 성유리와 대립하는 악역인 송연우 역할을 연기했다. 같은 해에 말을 치료하는 수의사를 다룬 조선 시대를 배경으로 한 이병훈 PD의 사극 《마의》에서 인조의 후궁인 귀인 조씨 역할로 특별출연했다. 그 해 11월에는 이장우, 오연서 주연의 MBC 일일연속극 《오자룡이 간다》에서 오연서의 언니 캐릭터인 나진주 역할을 연기하였다. 서현진은 이 작품으로 2012년 MBC 연기대상 연속극 부문 우수상을 수상했다. 또한 서현진은 친한 친구인 구혜선의 감독 영화인 2010년 《요술》에 주연으로 출연한데 이어 2012년에 개봉한 영화 《복숭아나무》에 특별 출연하였다.

### 2013-2016: 계속 된 연기,또! 오해영성공과 주목
2013년에는 MBC 대하드라마 《불의 여신 정이》에 심화령 역할로 출연했다. 같은 해에는 6명의 대한민국 해군 전사자를 낸 2002년 6월 29일에 연평도 근해 북방한계선에서 대한민국 해군과 조선인민군 해군 간에 일어난 전투인 제2연평해전을 영화화한 작품인 《연평해전》의 여주인공인 주민정 역할로 캐스팅되었다. 하지만 제작 문제로 인해 정석원 등 다른 주연 배우와 함께 하차하였다. 이후 같은 해, 백제의 역사와 다시라카 황녀를 다룬 MBC 사극인 《제왕의 딸 수백향》에서 수백향 역할로 캐스팅되어 배우 인생 첫 주인공을 연기했다. 2014년에는 삼총사와 달타냥의 우정과 모험담을 조선 인조시대의 파란만장한 역사에 녹여낸 tvN 퓨전사극 《삼총사》에서 히로인의 세자빈 강빈 역할을 연기했다.
서현진은 2015년 4월부터 시즌 2로 방송 된 tvN 드라마 《식샤를 합시다 2》에서 백수지 역할을 맡아 남다른 먹방 연기를 선보였고 이와 함께 드라마도 인기를 끌면서 tvN에서는 '내 친구와 식샤를 합시다'라는 리얼리티 예능 프로그램까지 론칭되어 출연하였다. 2016년에는 tvN 드라마 《또! 오해영》에서 타이틀롤 오해영 역에 캐스팅 되었다. 자신과 똑같은 이름을 가진 잘난 친구 때문에 피해를 당하지만 특유의 낙천적 성격과 용기로 사랑을 거머쥐는 오해영 역으로 열연하면서 10%라는 놀라운 시청률로 tvN 월화극 역사를 새로 썼다. 이 작품은 서현진의 연기 인생의 터닝 포인트가 되었다. 이 두 편의 드라마를 통해 그녀가 보여준 공감형 캐릭터는 여성 시청자들에게 폭발적인 반응을 일으켰고, 정말 연기 잘하는 배우라는 극찬을 얻으며 시청자들의 마음을 완벽히 사로잡았다. 이후 같은 해, 그녀는 SBS 메디컬 드라마 《낭만닥터 김사부》에서 한석규, 유연석과 주연으로 활약하면서 인간적이고 필사적으로 노력하는 의사 윤서정 역할을 맡아 다시한번 배우로서 입지를 다지며, 최고 시청률 27.6%를 기록하는 등 흥행력까지 입증하는 등 많은 사랑을 받고 있다. 서현진은 《또! 오해영》으로 제53회 백상예술대상 TV부문 최우수 여자연기상을 수상하는 쾌거를 이루며 연기력을 인정 받았다.

### 2017-현재
2017년 서현진은 SBS 로맨스 드라마 《사랑의 온도》로 8개월여만에 브라운관에 컴백하였다. 이 드라마는 하명희 작가가 지난 2014년 출간한 첫 장편 소설 ‘착한 스프는 전화를 받지 않는다’를 직접 드라마로 각색한 작품으로, 대기업에 사표를 내고 자신의 꿈인 드라마 작가가 되는 이현수 역을 맡아, 유학파 출신의 미슐랭 원스타 셰프 온정선 역을 연기하는 7세 연하의 양세종과 호흡을 맞췄다.

## 필모그래피

### 드라마
| 연도                   | 방송사  | 제목              | 역할                 | 비고                         |
| ---------------------- | ------- | ----------------- | -------------------- | ---------------------------- |
| 2006                   | KBS2    | 황진이            | 정가은 역            |                              |
| 2007                   | MBC     | 히트              | 장희진 역            | 6회 ~ 8회, 15회, 18회 ~ 19회 |
| 2011                   | MBC     | 짝패              | 달이 역              |                              |
| 2011                   | MBC     | 절정              | 안일양 역            | 2부작 단막극, 광복절 특집극  |
| 2012                   | MBC     | 신들의 만찬       | 하인주 / 송연우 역   |                              |
| 2012                   | MBC     | 마의              | 조소용(귀인 조씨) 역 | 특별 출연                    |
| 2012                   | MBC     | 오자룡이 간다     | 나진주 역            |                              |
| 2013                   | MBC     | 오자룡이 간다     | 나진주 역            |                              |
| 불의 여신 정이         | MBC     | 심화령 역         |                      |                              |
| 제왕의 딸 수백향       | MBC     | 수백향(설난) 역   |                      |                              |
| 드라마 페스티벌 - 불온 | MBC     | 준경 어머니 역    | 특별출연, 단막극     |                              |
| 2014                   | tvN     | 삼총사            | 강윤서(강빈) 역      |                              |
| 2015                   | tvN     | 식샤를 합시다 2   | 백수지 역            |                              |
| 2016                   | tvN     | 또! 오해영        | 오해영 (흙) 역       |                              |
| 2016                   | tvN     | 싸우자 귀신아     | 백화점 점원 역       | 13화, 특별 출연              |
| 2016                   | SBS     | 낭만닥터 김사부   | 윤서정 역            |                              |
| 2017                   | SBS     | 낭만닥터 김사부   | 윤서정 역            |                              |
| 사랑의 온도            | SBS     | 이현수 역         |                      |                              |
| 2018                   | tvN     | 식샤를 합시다 3   | 백수지 역            | 특별 출연                    |
| 2018                   | JTBC    | 뷰티 인사이드     | 한세계 역            |                              |
| 2019~2020              | tvN     | 블랙독            | 고하늘 역            |                              |
| 2020                   | tvN     | 청춘기록          | 이현수 역            | 특별 출연                    |
| 2021                   | tvN     | 너는 나의 봄      | 강다정 역            |                              |
| 2022                   | SBS     | 왜 오수재인가     | 오수재 역            |                              |
| 2023                   | SBS     | 낭만닥터 김사부 3 | 윤서정 역            | 특별출연 (엔딩 크레딧)       |
| 2024                   | Netflix | 트렁크            | 노인지 역            |                              |
| 미정                   | SBS     | 낭만닥터 김사부 4 | 윤서정 역            |                              |
| 2025                   | KBS 2TV | 《화려한날들》    |                      |                              |

### 영화
| 연도 | 제목              | 역할   | 비고          |
| ---- | ----------------- | ------ | ------------- |
| 2006 | 베케이션          | 진주   | 우정 출연     |
| 2006 | 지구에서 연애중   | 홍수현 |               |
| 2006 | 사랑따윈 필요없어 | 지혜   |               |
| 2008 | 유쾌한 도우미     | 수녀   | 단편 영화     |
| 2008 | 스토리 오브 와인  | 진주   |               |
| 2010 | 요술              | 지은   | [ 20 ] [ 21 ] |
| 2011 | 창피해            | 희진   |               |
| 2012 | 복숭아나무        | 시연   | 우정 출연     |
| 2012 | 기억의 조각들     | 엄마   | 특별 출연     |
| 2016 | 굿바이 싱글       | 상미   |               |
| 2017 | 사랑하기 때문에   | 이현경 | 2015년 촬영   |
| 2018 | 미스터리핑크      | 주인   | 단편 영화     |
| 2022 | 카시오페아        | 박수진 | 6월 1일 개봉  |

### 뮤지컬
| 연도 | 제목             | 역할     | 비고 |
| ---- | ---------------- | -------- | ---- |
| 2006 | 사운드 오브 뮤직 | 리즐     |      |
| 2010 | 궁               | 효린     |      |
| 2015 | 신데렐라         | 신데렐라 |      |

### 예능
| 연도 | 방송사 | 제목                   | 역할      | 비고                                                  |
| ---- | ------ | ---------------------- | --------- | ----------------------------------------------------- |
| 2011 | MBC    | 공감토크쇼 놀러와      | 게스트    | '무결점 스타' 특집 (2월 21일 방송분)                  |
| 2014 | SBS    | SNS 원정대 일단 띄워   | 고정 출연 | 5부작                                                 |
| 2015 | tvN    | 현장토크쇼 택시        | 게스트    | '식샤를 합시다2 스페셜!' (6월 9일 방송분)             |
| 2015 | SBS    | 일요일이 좋다 - 런닝맨 | 게스트    | '바캉스에 가면' 특집 (6월 28일 방송분)                |
| 2015 | tvN    | 내친구와 식샤를 합시다 | 고정 출연 | 6부작                                                 |
| 2017 | MBC    | 무한도전               | 게스트    | 5월 가정의 달 특집 '어느 멋진 날' 편 (5월 6일 방송분) |
| 2024 | 유튜브 | 핑계고                 | 게스트    | 2024년 11월 9일                                       |
| 2024 | tvN    | 유 퀴즈 온 더 블럭     | 게스트    | 2024년 11월 20일                                      |
| 2024 | 유튜브 | 덱스의 냉터뷰          | 게스트    | 2024년 11월 21일                                      |

### 라디오 프로그램
| 연도 | 방송사     | 제목                                   | 역할        | 비고                        |
| ---- | ---------- | -------------------------------------- | ----------- | --------------------------- |
| 2013 | KBS 쿨FM   | 홍진경의 2시                           | 일일 DJ     | 2013년 7월 30일 방송분      |
| 2013 | KBS 쿨FM   | 김C의 뮤직쇼 ('길을 잃어도 좋아' 코너) | 고정 출연   | 2013년 4월 ~ 하차 시기 미상 |
| 2015 | SBS 파워FM | 김창렬의 올드스쿨                      | 게스트 출연 | 2015년 9월 22일 방송분      |
| 2015 | SBS 파워FM | 케이윌의 대단한 라디오                 | 게스트 출연 | 2015년 10월 5일 방송분      |
| 2016 | MBC FM4U   | 정오의 희망곡 김신영입니다             | 게스트 출연 | 2016년 7월 18일 방송분      |
| 2017 | SBS 파워FM | 두시탈출 컬투쇼                        | 게스트 출연 | 2017년 9월 16일 방송분      |
| 2017 | EBS FM     | 정애리의 시콘서트                      | 게스트 출연 | 2017년 12월 28일 방송분     |

### 뮤직 비디오
| 연도 | 가수       | 곡명               | 비고 |
| ---- | ---------- | ------------------ | ---- |
| 2009 | 서영은     | 그리움이 내린 나무 |      |
| 2009 | 4 Tomorrow | 동건의 희망 이야기 |      |

### 광고
| 연도 | 기업명                   | 제품명                             | 종류                 | 공동 출연 |
| ---- | ------------------------ | ---------------------------------- | -------------------- | --------- |
| 2006 | KT                       | KT 기업 광고                       | 통신                 |           |
| 2014 | 웰코스                   | 컨퓸과 미라클 아르간 오일 (~2015)  | 뷰티 브랜드          |           |
| 2015 | CJ제일제당               | 햇반컵반                           | 가정간편식           | 손호준    |
| 2016 | 에이아이인터내셔날코리아 | 베네피트(Benefit)                  | 핸드백 브랜드        |           |
| 2016 | 하이트진로               | 하이트 - 또오해영 편 (풋티지 광고) | 주류                 |           |
| 2016 | NH투자증권               | 나무 한그루 서비스                 | 증권서비스           |           |
| 2016 | SK플래닛                 | 11번가                             | 오픈마켓             |           |
| 2016 | (주)넥슨코리아           | 아틀란티카 히어로즈                | 모바일 게임          |           |
| 2016 | 한국야쿠르트             | 하루야채                           | 음료                 | 이한위    |
| 2016 | 건강보험심사평가원       | 건강할 권리편                      | 홍보 영상            | 송일국    |
| 2016 | 예진상사                 | 칼린(CARLYN) (~2017)               | 핸드백 브랜드        |           |
| 2016 | (주)호텔스컴바인         | 호텔스컴바인 (~2017)               | 모바일 숙박 프로그램 |           |
| 2016 | 동화약품                 | 미인활명수 (~2017)                 | 소화제               |           |
| 2016 | 이엘씨에이한국(유)       | 에스티로더 (~2017)                 | 화장품               |           |
| 2016 | 미도컴퍼니               | 미센스 (~2018)                     | 여성 의류            |           |
| 2017 | 지앤푸드                 | 굽네치킨                           | 오븐치킨 프랜차이즈  |           |
| 2017 | (주)스타럭스             | 아가타 파리                        | 주얼리               |           |
| 2017 | (주)콜핑                 | 콜핑 (~2018)                       | 아웃도어             | 정해인    |
| 2017 | 두리화장품               | 댕기머리 (~2019)                   | 한방샴푸             |           |
| 2018 | 미도컴퍼니               | 에꼴                               | 여성 의류            |           |
| 2018 | 광동제약                 | 광동옥수수수염차                   | 차음료               |           |
| 2018 | (주)쏘카                 | 쏘카 (~2019)                       | 자동차 공유 프로그램 |           |
| 2019 | LG생활건강               | 예화담                             | 화장품               |           |

## 기타 경력
| 연도        | 활동명(홍보대사·심사위원·사회활동) |
| ----------- | ---------------------------------- |
| 2011~(현재) | - 한마음한몸운동본부 홍보대사      |
| 2019        | - 국세청 홍보대사                  |

## 음반 목록
솔로 음반
| 연도 | 음반명 |
| ---- | --- |
| 2003 | - 이누야샤 4기 오프닝 O.S.T - Grip! - 2003 Summer Vacation in SM TOWN - Hello! Summer! - 2003 Summer Vacation in SM TOWN - Paradise - 2003 Summer Vacation in SM TOWN - Summer in Dream |
| 2006 | - 하이에나 O.S.T - 0 (영零) - 궁 O.S.T - Give me a little try - 06 Summer SM TOWN - Raindrops - 06 Winter SM TOWN - 눈의 이야기 (Winter of Memories)                                    |
| 2007 | - 에어시티 O.S.T - Calling - 07 Winter SM TOWN - Have Yourself A Merry Little Christmas                                                                                                 |
| 2012 | - 복숭아나무 OST - 십년이 백년이 지난 후에 |
| 2013 | - 제왕의 딸 수백향 O.S.T Part 2 - 정읍사 (with 김나니) |
| 2015 | - 식샤를 합시다 2 O.S.T Part 3 - Up & Down (Feat. Risso) |
| 2016 | - 또! 오해영 O.S.T Part 3 - 사랑이 뭔데 (with 유승우) |
| 2021 | - 너는 나의 봄 O.S.T Part 9 - 낙화 (다정이 Ver.) |

## 수상 및 후보
| 연도 | 시상식                         | 부문                                   | 작품                       | 결과 |
| ---- | ------------------------------ | -------------------------------------- | -------------------------- | ---- |
| 2011 | 제4회 코리아 드라마 어워즈     | 여자 신인연기상                        | 짝패                       | 후보 |
| 2011 | MBC 드라마대상                 | 미니시리즈부문 여자 신인연기상         | 짝패                       | 수상 |
| 2012 | MBC 연기대상                   | 연속극부문 여자 우수연기상             | 신들의 만찬, 오자룡이 간다 | 수상 |
| 2013 | 제6회 코리아 드라마 어워즈     | 여자 우수연기상                        | 오자룡이 간다              | 수상 |
| 2013 | MBC 연기대상                   | 연속극부문 여자 우수연기상             | 제왕의 딸 수백향           | 후보 |
| 2014 | 제3회 에이판 스타 어워즈       | 장편드라마부문 여자 우수연기상         | 제왕의 딸 수백향           | 후보 |
| 2015 | 제8회 코리아 드라마 어워즈     | 여자 우수연기상                        | 식샤를 합시다 2            | 후보 |
| 2016 | 제5회 에이판 스타 어워즈       | 중편드라마부문 여자 우수연기상         | 또 오해영                  | 수상 |
| 2016 | 제5회 에이판 스타 어워즈       | 베스트 커플상 (with 문정혁)            | 또 오해영                  | 후보 |
| 2016 | 제9회 코리아 드라마 어워즈     | 여자 최우수연기상                      | 또 오해영                  | 후보 |
| 2016 | 제1회 tvN10 어워즈             | 베스트 키스상 (with 문정혁)            | 또 오해영                  | 후보 |
| 2016 | 제1회 tvN10 어워즈             | 드라마 여자부문 Made in tvN            | 또 오해영                  | 수상 |
| 2016 | 제1회 tvN10 어워즈             | 로코퀸상                               | 또 오해영                  | 수상 |
| 2016 | SBS 연기대상                   | 장르드라마부문 여자 우수연기상         | 낭만닥터 김사부            | 수상 |
| 2016 | SBS 연기대상                   | 10대 스타상                            | 낭만닥터 김사부            | 수상 |
| 2016 | SBS 연기대상                   | 베스트 커플상 (with 유연석)            | 낭만닥터 김사부            | 수상 |
| 2017 | 제53회 백상예술대상            | TV부문 여자 최우수연기상               | 또 오해영                  | 수상 |
| 2017 | 제30회 그리메상                | 최우수여자연기상                       | 사랑의 온도                | 수상 |
| 2017 | SBS 연기대상                   | 월화드라마부문 여자 최우수연기상       | 사랑의 온도                | 후보 |
| 2018 | 제7회 대한민국 베스트 스타상   | 베스트 드라마 스타상                   | 뷰티 인사이드              | 수상 |
| 2018 | 제13회 숨피 어워즈             | 올해의 연기상 여자부문                 | 사랑의 온도                | 후보 |
| 2018 | 제13회 숨피 어워즈             | 베스트 키스상 (with 양세종)            | 사랑의 온도                | 후보 |
| 2018 | 제13회 숨피 어워즈             | 베스트 커플상 (with 양세종)            | 사랑의 온도                | 후보 |
| 2019 | 제53회 납세자의 날             | 대통령 표창                            | 빈칸                       | 수상 |
| 2019 | 제14회 숨피 어워즈             | 올해의 배우상 여자부문                 | 뷰티 인사이드              | 후보 |
| 2019 | 제14회 숨피 어워즈             | 베스트 커플상 (with 이민기)            | 뷰티 인사이드              | 후보 |
| 2020 | 브랜드 고객충성도 대상         | 여자배우 드라마 부문                   | 빈칸                       | 수상 |
| 2021 | 제7회 에이판 스타 어워즈       | 미니시리즈부문 여자 최우수연기상       | 블랙독                     | 후보 |
| 2022 | 제8회 아시아태평양 스타 어워즈 | 미니시리즈부문 여자 최우수연기상       | 왜 오수재인가              | 후보 |
| 2022 | SBS 연기대상                   | 미니 장르 드라마부문 여자 최우수연기상 | 왜 오수재인가              | 수상 |
| 2025 | 제4회 청룡 시리즈 어워즈       | 여우주연상                             | 트렁크                     | 후보 |